# نوک‌شاخ نوک‌زرد جنوبی
نوک‌شاخ نوک‌زرد جنوبی با نام علمی Tockus leucomelas پرنده‌ای از خانوادهٔ نوک‌شاخان است که در جنوب آفریقا یافت می‌شود. این پرنده از پراکندگی بالایی برخوردار بوده و به‌طور معمول در خارستان‌های خشک و جنگل‌های پهن‌برگ زندگی می‌کند. همچنین آن‌ها را غالباً می‌توان در طول جاده مشاهده نمود.

## مشخصات
این پرنده دارای جثه‌ای متوسط و طولی بین ۴۸ تا ۶۰ سانتی‌متر می‌باشد. مشخصهٔ آن منقار بزرگ زردرنگ و خمیده‌ای است که کلاهکی بر روی آن وجود دارد (این کلاهک در منقار پرندگان ماده تقلیل یافته‌است). رنگ پوست اطراف چشم‌هاو گونهٔ پرنده صورتی‌رنگ است و این درحالی است که دیگر پرندهٔ وابسته به این گونه یعنی نوک‌شاخ نوک‌زرد شمالی پوستی سیاهرنگ در اطراف چشمانش دارد.
پرهای ناحیهٔ شکم سفید، گردن خاکستری و پشت سیاهرنگ همراه با خال‌ها و نوارهای سفید است.

## تغذیه
تغذیهٔ نوک‌شاخ نوک‌زرد جنوبی عمدتاً بر روی زمین، جایی که به‌دنبال دانه، حشرات کوچک، عنکبوت و عقرب می‌گردد صورت می‌پذیرد. مورچه‌ها و موریانه‌ها غذای محبوب این پرنده را در فصول خشک تشکیل می‌دهند.

## تولید مثل
پرندهٔ ماده بین ۳ تا ۴ تخم در لانه گذاشته و به مدت ۲۵ روز روی آن‌ها می‌نشیند تا جوجه‌ها سر از تخم درآورند. این پرندگان جوان پس از ۴۵ روز به بلوغ می‌رسند.

## نگارخانه

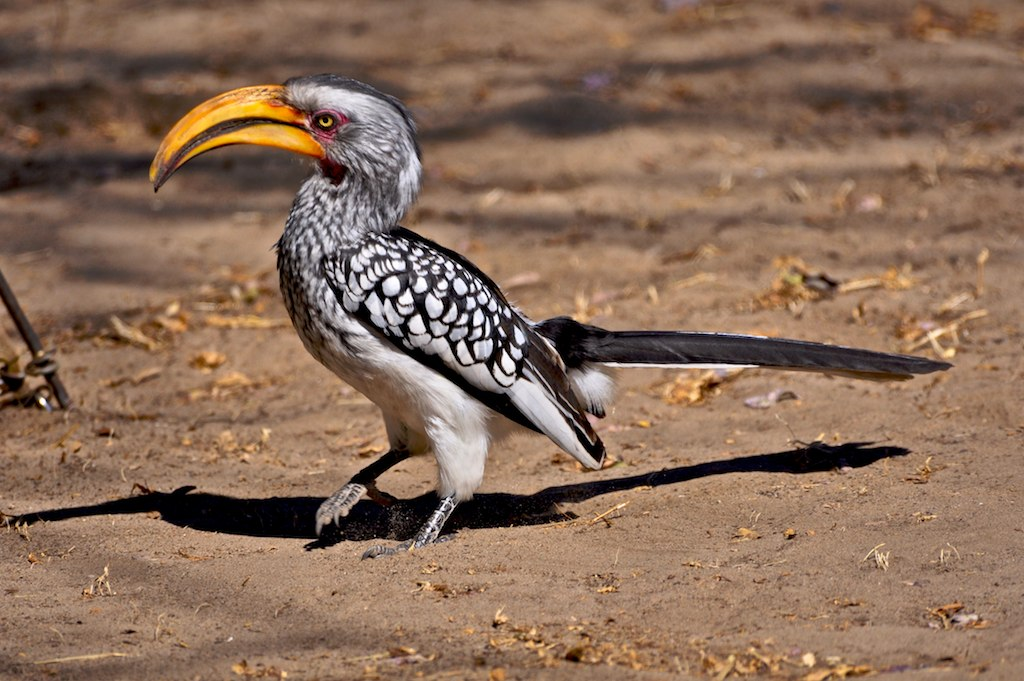
بیابان کالاهاری، بوتسوانا
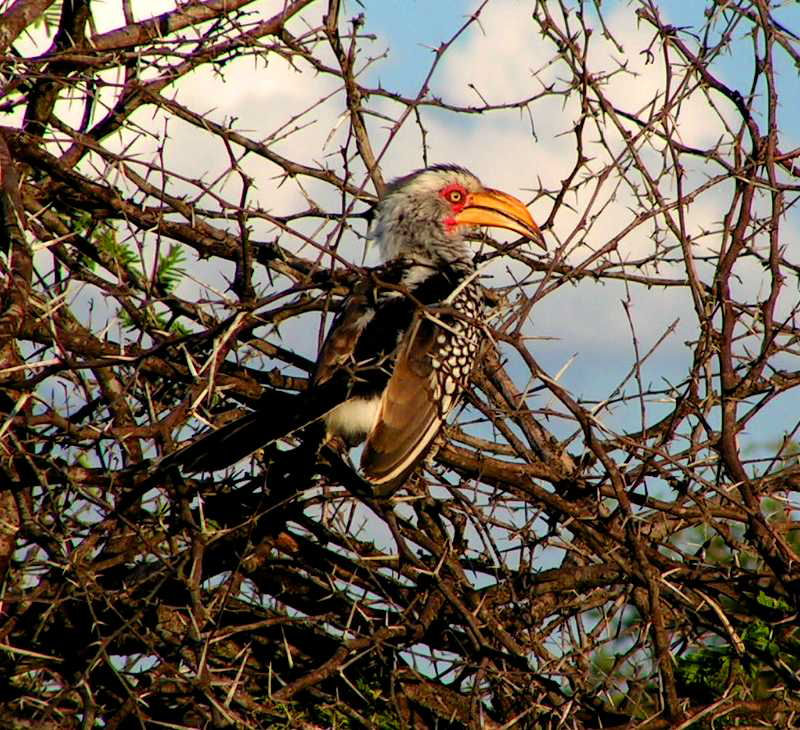
پارک ملی کروگر، آفریقای جنوبی
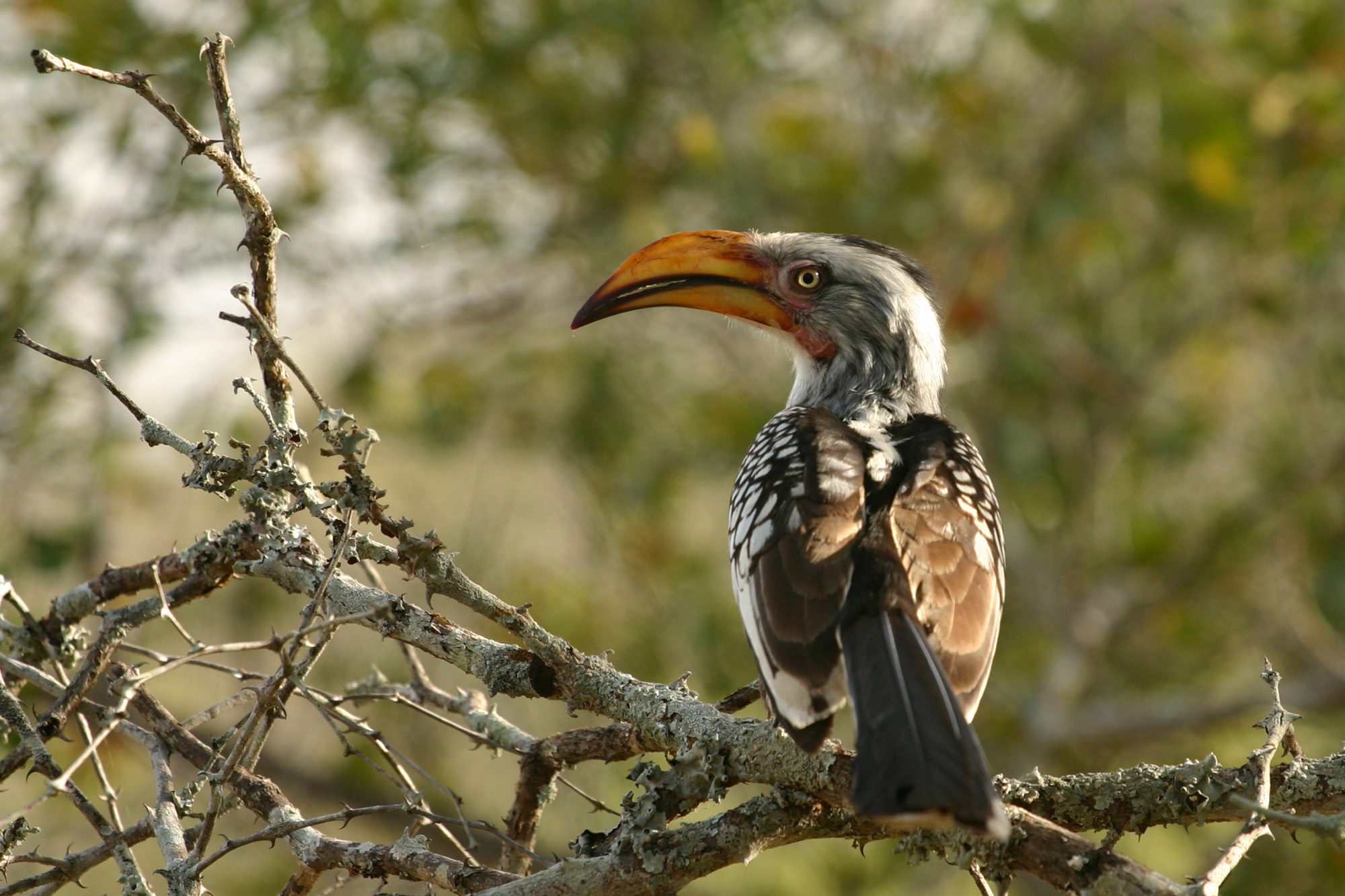
آفریقای جنوبی
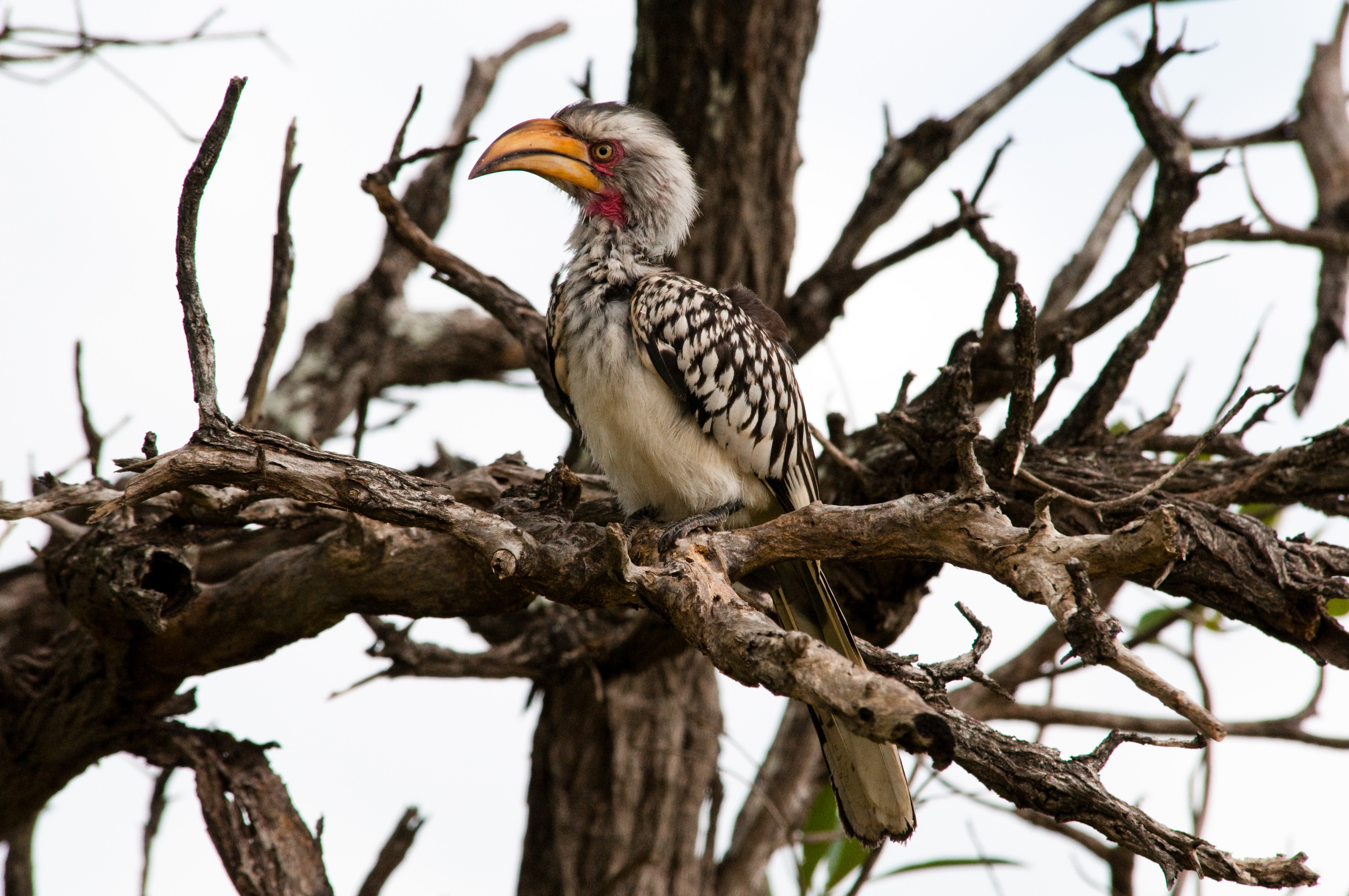
پارک ملی کروگر، آفریقای جنوبی
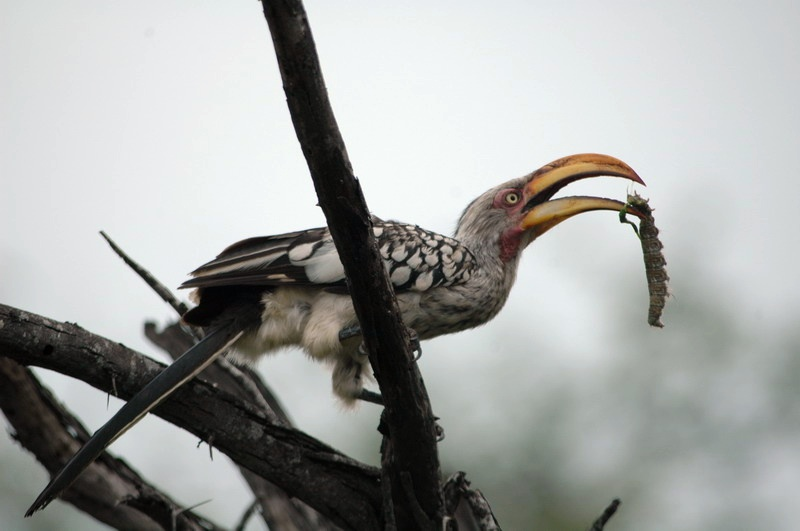
درحال خوردن هزارپا
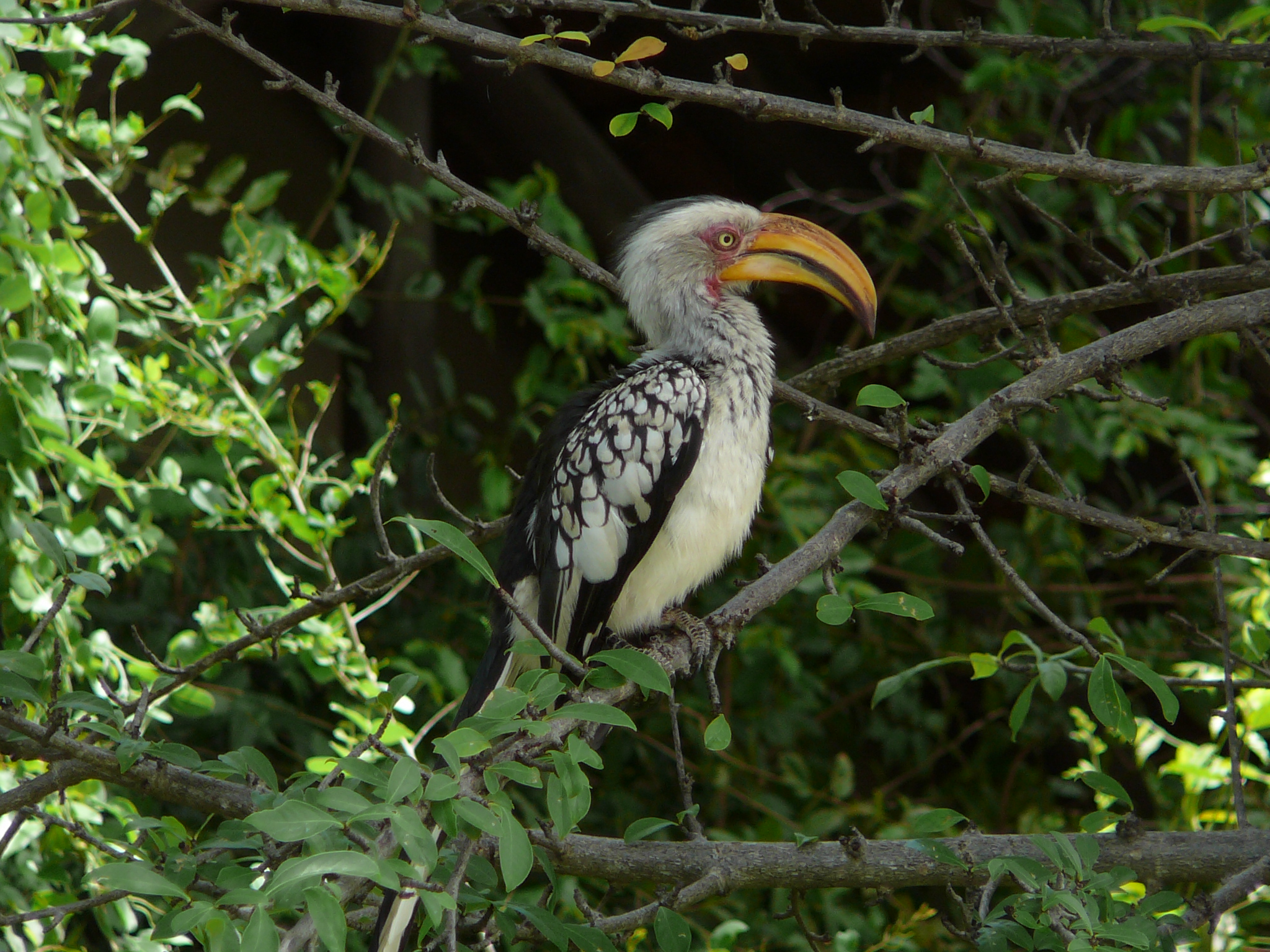
پارک ملی کروگر، آفریقای جنوبی
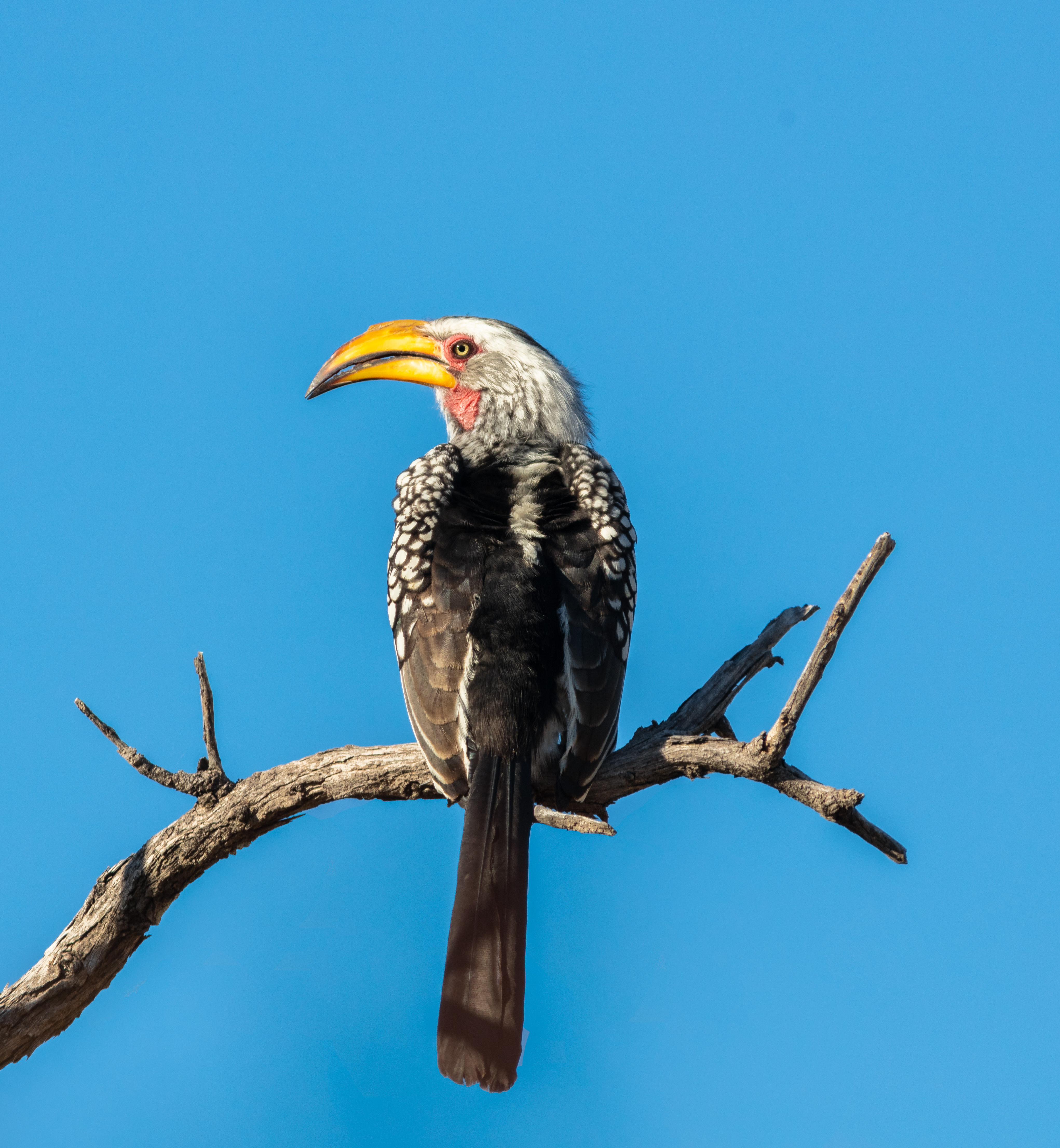